# Колос (Сисертський міський округ)
Ко́лос (рос. Колос) — селище у складі Сисертського міського округу Свердловської області.
Населення — 159 осіб (2010, 161 у 2002).
Національний склад населення станом на 2002 рік: росіяни — 68 %.